# Jurica Vranješ
Pour les articles homonymes, voir Vranješ.
Jurica Vranješ, né le 31 janvier 1980 à Osijek en Yougoslavie (aujourd'hui en Croatie), est un footballeur croate. International à 26 reprises, il jouait au poste de milieu défensif.

## Carrière en club
- 1997-jan. 2000 :  NK Osijek
- fév. 2000-2003 :  Bayer Leverkusen
- 2003-2005 :  VfB Stuttgart
- 2005-2010 :  Werder Brême
  - jan. 2010-2010 :  Gençlerbirliği SK (prêt)
  - 2011-jan. 2012 :  Aris Salonique (prêt)
- depuis 2012 :  HNK Rijeka[1]

## En équipe nationale
Il obtient sa première cape en juin 1999 à l'occasion d'un match contre l'équipe d'Égypte. 
Vranješ a participé à deux coupes du monde : celle de 2002 et celle de 2006 avec l'équipe de Croatie.

## Palmarès
- 26 sélections et 0 but avec l'équipe de Croatie entre 1999 et 2007.